# Dolores Guadalupe García Escamilla
Dolores Guadalupe (Lupita) García Escamilla (ca. 1966 – 16 de abril de 2005) fue una reportera mexicana y presentadora de radio en Punto Rojo, un show en la XHNOE-FM de Nuevo Laredo, Tamaulipas, México. Tenía vasta experiencia en una serie de plataformas de comunicación, y fue una personalidad de la radio, en un aspecto muy sensible como experta en delincuencia, desde 2001.
El 5 de abril de 2005, un pistolero solitario la cogió por sorpresa, fuera de su lugar de trabajo, y le disparó catorce veces, hiriéndola gravemente. Después de pasar doce días en el hospital, García Escamilla falleció por fallas hepáticas, como resultado de sus heridas. El asesino nunca fue detenido, y los motivos de su asesinato se desconocen.

## Vida y principios de la carrera
Desde 2001, García Escamilla fue una personalidad de la radio y reportera para la "Stereo 91" en la ciudad mexicana de Nuevo Laredo, Tamaulipas. Durante su mandato como reportera de radio de la estación XHNOE-FM, García Escamilla condujo el programa Punto Rojo, donde se trataban temas sobre la seguridad pública. También hablaba sobre la creciente violencia de drogas en Nuevo Laredo y denunciaba la corrupción que asedia la ciudad.
En una posible represalia por su trabajo, la casa de García Escamilla fue tiroteada a balazos, y el 5 de enero de 2005, su coche fue incendiado por presuntos narcotraficantes. Con el tiempo, se presentó una denuncia formal ante la oficina del Ministerio Público, pero no se tomaron medidas.
En febrero de 2005, García Escamilla habría recibido amenazas de muerte, por las frecuencias de radio, de la policía de Nuevo Laredo.

## Asesinato
Casi media hora después de transmitir en su programa de radio, un pistolero solitario sorprendió a García Escamilla (edad 39 años) en el estacionamiento, fuera de la estación de radio en la que trabajaba y le disparó 14 veces, llegando a los órganos vitales. Resultó gravemente herida, trasladándosela inmediatamente al hospital más cercano en Nuevo Laredo para someterse a cirugía, pero García Escamilla murió doce días después por falla hepática en la mañana del 16 de abril de 2005. El ataque se produjo poco menos de una hora después de que ella había emitido un informe sobre el asesinato del abogado mexicano, Fernando Partida Castañeda, quien fue vinculado con una organización de tráfico de drogas. El tiroteo de García Escamilla también fue capturado por una cámara de vigilancia, y se utilizó en la investigación.
Su asesinato se produjo pocos días después de la muerte de Raúl Gibb Guerrero (8 de abril de 2005), otro periodista mexicano que era dueño de un periódico que cubría la información relativa al Cártel del Golfo y el comercio ilegal de drogas.

### Fondo de la cuestión
Aunque la mayoría de los medios de comunicación atribuyen el inicio de la guerra contra el narcotráfico el 11 de diciembre de 2006, cuando Felipe Calderón envió tropas para sofocar la violencia y las bandas de narcotraficantes de combate en el estado occidental de Michoacán, otros sitúan el comienzo de las guerras de bandas a finales de 2004, durante la presidencia de Vicente Fox. En 2004, la ciudad de Nuevo Laredo (donde García Escamilla fue asesinada) estaba viviendo una guerra violenta entre el Cártel del Golfo y el Cártel de Sinaloa. Para la defensa de Nuevo Laredo de las bandas rivales, el Cártel del Golfo contrató a comandos clandestinos, de las Fuerzas Armadas de México, y formó el grupo Los Zetas, en referencia a su código de radio. El Cártel de Sinaloa, a su vez, hizo lo propio con Los Negros, causando estragos en la batalla con sus rivales. Parte de la razón por la que los homicidios aumentaron en Nuevo Laredo, en 2004, se debió al hecho de que el Cártel de Sinaloa se trasladó a la ciudad, después de la captura del jefe del Cártel del Golfo Osiel Cárdenas Guillén (2003), porque creían que sus rivales eran débiles. Para 2005, el gobierno mexicano saturó Nuevo Laredo con fuerzas del orden extras.
Finalmente, en 2007, hubo paz en Nuevo Laredo, después que el Cártel del Golfo derrocó al de Sinaloa. Además la presencia policial hizo más difícil para ellos operar en la ciudad impunemente. Aunque el crimen organizado continuó en Nuevo Laredo, funcionó muy oculto y clandestino.

### Investigación criminal
Teniendo en cuenta que el abogado y García Escamilla murieron a manos de un mismo modelo de pistola - una 9 mm - las autoridades mexicanas alegaron que fueron asesinados por el mismo sujeto. Ese mismo año, varios homicidios en Nuevo Laredo, Tamaulipas, se llevaron a cabo por hombres armados con el mismo tipo de arma. Además, los videos de vigilancia de la estación de radio capturaron el momento exacto en que el hombre armado disparó contra ella, y lograron conseguir una foto de él. Según testigos presenciales, el asesino era un joven delgado, que vestía pantalones vaqueros, una camisa y una mochila negra.
No se produjeron arrestos, y el crimen sigue sin resolverse. Y no está claro si el asesinato de García Escamilla fue en represalia por su trabajo o por otros motivos.

## Funerales
Con una ronda de aplausos, García Escamilla fue despedida en la iglesia católica de San Judas Tadeo de Nuevo Laredo, Tamaulipas, por un número de personalidades de los negocios, periodistas, trabajadores públicos, políticos, amigos y la familia de ella, que asistieron a la ceremonia religiosa el 18 de abril de 2005. Después de la ceremonia, los reporteros, periodistas, fotógrafos, caricaturistas, etc. se dirigieron al centro de Nuevo Laredo, e hicieron un minuto de silencio en la plaza central (justo enfrente del Ayuntamiento) en señal de respeto por su muerte, y como protesta simbólica de la libertad de prensa.
Cumpliendo el último deseo de García Escamilla, su cuerpo fue cremado, y sus cenizas, entregados a su madre Beatriz Escamilla, hermano e hijo.

## Denuncias del crimen organizado
A posteriori de su asesinato, varios medios de comunicación especularon que ella estaba involucrada con una organización de tráfico de drogas con sede en Nuevo Laredo. Varias fuentes, no individualizadas, indicaban que recibía sobornos y colaboraba con el Cártel del Golfo entregando dinero de la droga a periodistas para silenciar la prensa. El Comité para la Protección de los Periodistas, de Nueva York consideró, no obstante, que las evidencias presentadas para esas afirmaciones son "no concluyentes".

### Confesiones en video
The Dallas Morning News recibió un video de un usuario anónimo, en diciembre de 2005, filmando a cuatro presuntos narcotraficantes del Cártel del Golfo y de Los Zetas, con claros signos de tortura, confesando su participación en el asesinato de García Escamilla. En el video, las víctimas se muestran, en una habitación, sentadas en el suelo, y con las manos atadas, y bolsas de plástico negro como telón de fondo. Después de seis minutos de confesar cómo funciona su organización criminal, y cómo se deshacían de sus enemigos, un hombre en el fondo saca una pistola 9 mm y dispara a una de las víctimas en la cabeza, matándola instantáneamente (por razones obvias, en la versión editada, en la web, el video se corta justo antes de que el pistolero apriete el gatillo en la cabeza de la víctima.
Una de las víctimas, confesó en el video que García Escamilla estaba en la "nómina contratada" del cártel del Golfo, al parecer para mantener el control y censurar la información relacionada con el tráfico de drogas. 

"No quería trabajar para nosotros más, así que para asegurarse de que no "hablase, se dieron órdenes de matarla", dijo la víctima.